# 亚历山大·坎托罗夫
亚历山大·坎托罗夫（Alexandre Kantorow，1997年5月20日—），生于法国克莱蒙费朗，法国钢琴家。坎托罗夫于2019年获得第16届柴可夫斯基國際音樂比賽钢琴组金牌，成为该赛事于1958年成立以来首位获得钢琴组金牌的法国人。